# Compiere
Compiere (en italiano, hacer, llegar a) es una aplicación para negocios de código abierto, ERP y CRM destinada para las empresas de pequeño y mediano tamaño y con una gran expansión en el mercado anglosajón en los últimos años.
Compiere está desarrollada usando J2EE. La aplicación y el código fuente se provee sobre la base de distribución libre bajo una licencia basada en la licencia pública Mozilla. Puede ser configurada y extendida dentro de la aplicación y por medio de la adición de componentes modulares. La documentación y el soporte solo están disponibles mediante pago. 
Desde la versión 2.5.2, Compiere es independiente de la base de datos, y existe una infraestructura para la conexión a múltiples bases de datos. La conectividad a las siguientes bases de datos: PostgreSQL, MySQL y Sybase puede estar disponible o en procesos de completarse pero no es soportada oficialmente por Compiere, que continúa soportando únicamente Oracle como base de datos "oficial".
Aunque Compiere está gobernado por una licencia de software libre derivada de la MPL 1.1, la CPL 1.1 (Compiere Public License), realmente es difícil saber cuánto del producto es código abierto y cuánto no, al incluir varias bibliotecas internas cuyo código no se proporciona con el producto e incluso algunas de pago (de terceros en cualquier caso) que realizan funciones centrales en el producto. Asimismo, la propia licencia CPL incluye la posibilidad clara de que la empresa desarrolladora pase partes, o la totalidad del código, a licencia comercial transcurridos dos años de su fecha de lanzamiento.
Actualmente existen bastantes consultores en todo el mundo dando soporte del producto Compiere; algunos (unos pocos) homologados directamente por la empresa desarrolladora, otros lo hacen de manera independiente.
También existen varios proyectos adicionales derivados de Compiere, algunos son simplemente ligeras adaptaciones del producto para tratar de ponerlo acorde con las necesidades legales en diversos países (Compiere está muy orientada a la legislación norteamericana únicamente y es difícilmente adaptable en algunos puntos a diversas leyes Europeas y sudamericanas, sobre todo en al apartado contable y fiscal).
Otros son proyectos independientes de documentación libre de Compiere (La documentación oficial de Compiere no está disponible bajo licencia libre).
Otros son proyectos más elaborados que cubren nuevas facetas que Compiere no desarrolla y finalmente otros están construidos a partir de Compiere o con fusión de Compiere y otros ERPs o programas de gestión de software libre, pero ampliando sus características y mejorando la personalización y adaptación legal para un determinado país o zona.

## Historia
Compiere.inc (la compañía) fue creada en 1999 por Jorg Janke y fue un proyecto del top 10 en Sourceforge desde 2002 durante 4 años llegando al millón de descargas y a los 100 asociados en 2006.
En 2006 Compiere, Inc consiguió capital riesgo (venture capital) de New Enterprise Associates
 con el objetivo de transformar el exitoso proyecto ERP en un negocio comercial de código abierto exitoso y sostenible. En 2007, entraron nuevos directivos a la compañía, modernizaron la ingeniería y el soporte de procesos, y expandieron sus ventas y canales de ventas
. La línea de producto Compiere se expandió para incluir las ediciones Professional, Enterprise y Cloud mientras la compañía continuaba manteniendo la versión de código abierto como Community Edition
.
Como muchas empresas comerciales creadas alrededor de proyectos de código abierto, había un grado de contienda (conflicto) entre los gestores de la compañía (que preferían monetizar las inversiones en I+D, servicios y soporte) y las voces de la comunidad Adempiere (que deseaban que el código de Compiere y los procesos de negocio continuaran siendo libres y abiertos). El 16 de junio de 2010, Consona adquirió Compiere, Inc. Los términos del acuerdo no fueron divulgados en detalle
.

### Bifurcaciones
La filosofía de código abierto, así como diferencias presentadas entre distintos grupos han llevado a generar gran cantidad de bifurcaciones, que aún años después contienen gran cantidad de código libre desarrollado inicialmente para Compiere, las más destacadas bifurcaciones son:

#### Adempiere
El disgusto entre una parte de la comunidad de usuarios y la empresa Compiere Inc. resultó en la creación de una bifurcación del proyecto Open Source. El punto principal de la disputa fue la creencia de algunos miembros de la comunidad de usuarios, que Compiere Inc. ignoraba las contribuciones y preocupaciones de los miembros de la comunidad. En concreto, ellos se quejaron que la dirección que estaba tomando el producto estaba siendo llevada principalmente por los socios capitalistas de la compañía Compiere Inc. y no por la comunidad de usuarios. Esta bifurcación fue nombrada Adempiere y fue establecida en SourceForge en septiembre del 2006.

##### iDempiere
Durante el año 2011 y 2012, diferencias entre los principales desarrolladores de Adempiere y miembros de un Concejo nombrado por los "Ciudadanos" de la comunidad, se agudizaron llevando a que los 2 principales aportantes se quejaran de nuevos intereses comerciales y fueran según ellos "exiliados"  emitiendo una bifurcación de Adempiere llamada iDempiere	1.0.alfa Halloween Edition, también conocida como iDempiere = OSGi + ADempiere, la cual contó con una actualización de la plataforma tecnológica con OSGi, Tomcat y ZK6.

#### OpenBravo
Se desarrolló en un principio por dos profesores de la Universidad de Navarra, involucrados en la gestión de la universidad. Usaron como base Compiere y orientaron el proyecto como una aplicación Web llamada en ese momento Tecnicia

## Personalizable
Compiere es fácil de personalizar, ya que podemos editar el código (código fuente) del Compiere de acuerdo a nuestra necesidad de negocio. Es fácil identificar los problemas en el sistema ERP.

## Funciones y características
Compiere abarca por supuesto las funciones de un software de ERP, pero para evitar la duplicación de información y la necesidad de información por necesidad de sincronización, está organizado de una forma distinta. Los módulos del producto son: Caja (Quote to Cash), Requisition-to-Pay, CRM, Partner Relations Management, Administración de la cadena de suministro, Análisis de Rendimiento, Almacén, Mantenimiento de libros de doble entrada (Double-entry Book-keeping), Gestión de flujo de trabajo y Tienda web. Se está desarrollando un módulo de manufacturas dentro de un proyecto independiente CMPCS.

## Arquitectura
Compiere está desarrollado con una arquitectura dirigida por modelos(Model Driven Architecture), siendo un marco de implementación y mantenimiento diseñado con la intención de seguir cambios en la evolución de un negocio. En cualquier momento, los clientes pueden cambiar la estructura de la información, para adaptarse a nuevas necesidades de información. Compiere ofrece varias vistas de información de negocios basados en el detalle de las transacciones reales. Esta estructura permite la flexibilidad y la integración de información externa suplementaria. Y ya que la información se presenta como vistas (usando la arquitectura de MVC Compiere), que se puede cambiar para satisfacer las necesidades de la empresa.
Compiere está enteramente basado en el concepto del Diccionario de datos Activo (Active Data Dictionary (ADD) en inglés). El Diccionario de datos de Compiere contiene las definiciones de una entidad de datos (tipo, validación, etc.), la forma con la que se visualiza (etiqueta en las pantallas e informes, ayuda, mostrando la secuencia y posición en relación con otros campos), y las reglas de visualización. También contiene normas de seguridad y acceso.
Compiere se ha desarrollado con Java EE.

### Independencia de base de datos
Compiere ha sido muy criticado por no ser un producto puro de código abierto debido a su dependencia de Oracle database (incluyendo el libre XE de Oracle); esto está cambiando ahora, desde la versión 2.5.2 Compiere es independiente de base de datos en cierta medida. El proyecto dio a conocer un Database Kit para exportar Compiere a múltiples bases de datos. Los exportadores a PostgreSQL, MySQL y Sybase están Beta. Compiere también se puede ejecutar bajo Firebird database usando las extensiones de Fyracle, sin exportar.
Más aventajado que el Database Kit para exportar a la base de datos Apache Derby el proyecto ER/Box ofrece una solución integrada todo-Java de código abierto, Compiere distribution. Además de la base de datos Apache Derby exportada a ER/Box es también capaz de funcionar.
Compiere también trabaja con la alternativa de código abierto para bases de datos Oracle, EnterpriseDB. Documentación para el usuario todavía se ofrece gratuitamente.

## Versiones
La última versión es la R3.3.0. Las versiones lanzadas hasta el momento se listan a continuación:
| Versión    | Fecha de lanzamiento | Descripción |
| ---------- | -------------------- | --- |
| 1.0.0 Beta | 1999                 | Versión beta |
| 2.0.0 Beta | 2000                 | Versión beta de Compiere ERP + CRM                                                                                            |
| 2.3.1 Beta | 2001-10-10           | Versión beta de Compiere ERP + CRM Business Solution para Linux y Windows                                                     |
| 2.4.0 Beta | 2001-11-12           | Versión beta de Compiere ERP + CRM Business Solution para Linux y Windows                                                     |
| 2.4.2      | 2002-03-05           | Revisión mayor, para Linux y Windows                                                                                          |
| 2.4.2b     | 2002-03-14           | Revisión menor, para Linux y Windows                                                                                          |
| 2.4.2d     | 2002-06-17           | Lanzamiento mayor, para Linux y Windows                                                                                       |
| 2.4.3b     | 2002-11-18           | Revisión menor, multiplataforma (sistema operativo no-específico)                                                             |
| 2.4.3c     | 2002-12-12           | Revisión menor, multiplataforma                                                                                               |
| R2.4.4     | 2003-02-24           | Revisión menor, multiplataforma                                                                                               |
| R2.4.4a    | 2003-03-21           | Revisión menor, multiplataforma                                                                                               |
| R2.4.4b    | 2003-04-30           | Revisión menor, multiplataforma                                                                                               |
| R2.4.4c    | 2003-05-15           | Revisión menor, multiplataforma                                                                                               |
| R2.5.0d    | 2003-10-10           | Revisión menor, multiplataforma                                                                                               |
| R2.5.0d    | 2003-12-03           | Revisión menor, multiplataforma                                                                                               |
| R2.5.0e    | 2004-01-31           | Revisión menor, multiplataforma, los lanzamientos para plataformas (S.O.) específicas se descontinúan desde ahora en adelante |
| R2.5.1     | 2004-02-18           | Revisión mayor |
| R2.5.1a    | 2004-05-03           | Revisión menor |
| R2.5.1b    | 2004-05-09           | Revisión menor, multiplataforma                                                                                               |
| R2.5.1e    | 2004-08-28           | Revisión menor |
| R2.5.1f    | 2004-09-10           | Revisión menor |
| R2.5.1g    | 2004-11-09           | Revisión menor |
| R2.5.2     | 2005-02-14           | Revisión mayor |
| R2.5.2a    | 2005-02-27           | Revisión menor |
| R2.5.2b    | 2005-03-19           | Revisión menor |
| R2.5.2c    | 2005-05-09           | Revisión menor |
| R2.5.2d    | 2005-06-02           | Revisión menor |
| R2.5.3a    | 2005-10-29           | Revisión menor |
| R2.5.3b    | 2006-02-25           | Revisión menor |
| R2.6.0a    | 2006-11-04           | Revisión menor |
| R2.6.0c    | 2007-02-11           | Revisión menor |
| R2.6.1     | 2007-05-14           | Revisión menor |
| R3.0.0     | 2007-12-04           | Revisión menor |
| R3.1.0     | 2008-08-06           | Revisión mayor |
| R3.2.0     | 2010-01-19           | Revisión mayor para la comunidad                                                                                              |
| R3.3.0     | 2010-06-01           | Revisión mayor |

## Traducciones
| Idioma                  | Disponible a través de |
| ----------------------- | ---------------------- |
| Alemán                  | Tienda web             |
| Árabe                   | Comunidad              |
| Búlgaro                 | Comunidad              |
| Catalán                 | Comunidad              |
| Croata                  | Comunidad              |
| Chino (tradicional)     | Comunidad              |
| Chino (simplificado)    | Comunidad              |
| Danés                   | Comunidad              |
| Español                 | Tienda web             |
| Persa (farsi)           | Comunidad              |
| Finés                   | Comunidad              |
| Francés                 | Tienda web             |
| Indonesio               | Comunidad              |
| Inglés (Estados Unidos) | Incluido               |
| Italiano                | Tienda web             |
| Malayo                  | Comunidad              |
| Neerlandés              | Tienda web             |
| Rumano                  | Comunidad              |
| Ruso                    | Comunidad              |
| Tailandés               | Comunidad              |
| Vietnamita              | Comunidad              |